# Xã Yellow Springs, Quận Des Moines, Iowa
Xã Yellow Springs (tiếng Anh: Yellow Springs Township) là một xã thuộc quận Des Moines, tiểu bang Iowa, Hoa Kỳ. Năm 2010, dân số của xã này là 553 người.